# Nicolás Levalle (Buenos Aires)
Nicolás Levalle es una localidad rural del Partido de Villarino, Provincia de Buenos Aires, Argentina, ubicada a 3000 metros del km. 751 de la Ruta Nacional 22 y a 16 km al oeste de la ciudad de Médanos.

## Actividad Industrial y Agropecuaria
La principal actividad industrial que se desarrolla en el sector la realizan los establecimientos La Aurora y Salina La Barrancas ambos dedicados a la extracción  de sal.
La otra actividad se establece en forma paralela con la cría de animales bovinos, ovinos y en menor  proporción los cerdos y la siembra y cosecha de trigo, maíz, avena y cebada.